# Зарников, Иван Семёнович
Иван Семёнович Зарников (1914—1942) — участник Великой Отечественной войны, командир взвода штабной батареи 168-го артиллерийского полка 7-й армии Северо-Западного фронта, младший лейтенант.

## Биография
Родился в 1914 году в селе Большой Хомутец Российской империи (ныне — Добровского района Липецкой области) в крестьянской семье. Русский.
В 1926 году окончил начальную школу.
В Красной Армии с 1936 года. В 1938 году окончил курсы младших лейтенантов, служил командиром взвода. Участник советско-финляндской войны 1939—1940 годов. Член ВКП(б) с 1942 года.
Командир взвода штабной батареи 168-го артиллерийского полка (7-я армия, Северо-Западный фронт) комсомолец младший лейтенант Иван Зарников во время боевых действий у высоты с отметкой «38,2» с 5 февраля 1940 года неотлучно находился на передовом пункте командира группы и вёл разведку, поддерживал связь с пехотой, сообщал данные о противнике.
12 марта 1940 года взвод артиллеристов под командованием младшего лейтенанта Зарникова участвовал в рейде в тыл врага.
Указом Президиума Верховного Совета СССР от 11 апреля 1940 года «за образцовое выполнение боевых заданий командования на фронте борьбы с финской белогвардейщиной и проявленные при этом отвагу и геройство» младшему лейтенанту Зарникову Ивану Семёновичу присвоено звание Героя Советского Союза с вручением ордена Ленина и медали «Золотая Звезда» (№ 437).
Участник Великой Отечественной войны с 1941 года. Герой «зимней войны» оборонял Одессу и Севастополь. Командовал батареей артиллерийского полка. В одном из боёв в 1942 году отважный офицер-артиллерист пропал без вести.

## Память
- Перед зданием Большехомутецкой школы Добровского района Липецкой области установлен бюст Героя.
- На месте захоронения Героя в Севастополе (Максимова Дача) на братской могиле установлена памятная доска.